# William Nicholson (chimico)
William Nicholson (Londra, 1753 – Londra, 21 maggio 1815) è stato un chimico e saggista inglese.

## Biografia
Nato a Londra nel 1753, dopo aver terminato gli studi scolastici fu allievo della Compagnia Britannica delle Indie Orientali effettuando due viaggi. Successivamente divenne un rappresentante e poi, nel 1775, si stabilì per qualche anno ad Amsterdam come agente di vendita di ceramiche. Ritornato a Londra cominciò a dedicarsi alla scrittura, sotto l'influenza di Thomas Holcroft, impegnandosi nella letteratura leggera per periodici e assistendo Holcroft nella redazione di rappresentazioni teatrali e novelle. Nel frattempo lavorò alla stesura di An Introduction to Natural Philosophy, che fu pubblicato con grande successo nel 1781. Poco più tardi tradusse da Voltaire Elements of the Newtonian Philosophy e diversi trattati di chimica francesi, dedicandosi a tempo pieno al lavoro scientifico e al giornalismo filosofico.
Nel 1784 fu nominato segretario alla General Chamber of Manufacturers of Great Britain e nel 1791 stabilì rapporti con la neonata Society for the Encouragement of Naval Architecture. Dedicò molta attenzione alla costruzione di vari macchinari per il taglio, la produzione di lime, la stampa cilindrica ecc. Inventò anche un aerometro. Nel 1799 fondò una scuola a Londra dove egli stesso insegnò filosofia naturale e chimica. Nel 1797 diede vita al Journal of Natural Philosophy, Chemistry and the Arts, generalmente noto come Nicholson's Journal, che rappresentò la prima tipologia di pubblicazione scientifica di tal genere in Gran Bretagna; fu portata avanti fino al 1814. Verso il 1800 scoprì la decomposizione dell'acqua a seguito di elettrolisi e nel 1809 diede alle stampe la British Encyclopaedia, ovvero Dictionary of Arts and Sciences (6 volumi, Londra).
Durante gli ultimi anni della sua vita, Nicholson si dedicò principalmente all'ingegneria idraulica. Morì a Londra il 21 maggio 1815.Scrisse un'autobiografia che si ritiene fosse esistita fino alla fine del XIX secolo, ad oggi sembra sia andata persa.
Con lo studio di Nicholson,del 1797.  sulle torpedini, descrisse i piccoli elettrofori sovrapposti quali colonne dell'organo elettrico del pesce che indirizzarono Alessandro Volta alla scoperta dell'organo elettrico artificiale con solo conduttori metallici.